# Zygmunt Ajdukiewicz
Zygmunt Ajdukiewicz (Witkowice kod Tarnobrzega, 1861. – Beč, 1917.) je bio poljski slikar povijesnih slika. Bio je prvi rođak Tadeusza Ajdukiewicza. 
Studirao je na akademijama u Beču i Münchenu od 1880. do 1882.

1885. se konačno preselio u Beč, gdje je postao dvorskim odnosno kraljevim slikarom.
Ilustrirao je Potop, roman Henryka Sienkiewicza.